# Bibi Blocksberg
Bibi es un personaje ficticio, creada en 1980 por Elfie Donnelly, también creadora de Benjamin Blümchen, el elefante que habla.
Bibi apareció originalmente en un programa alemán de radio llamado Eene meene Hexerei, la cual fue renombrada después de siete programas, a Bibi Blocksberg.

## Personajes

### Bibi Blocksberg
Bibi (Brigitte) es una chica de 13 años tan ordinaria como cualquiera. Su cabello es rubio, el cual acomoda en cola de caballo sujetado con un listón rojo, viste una camisa verde larga de mangas cortas, y usa calcetas blancas, pero ningún tipo de calzado. Aunque en sus imágenes no es mostrado, en un programa de radio es mencionado que sus ojos son azules. Lo único que hace diferente a Bibi de otros chicos de su edad es que ella es una bruja. Este talento lo heredó de su madre Barbara Blocksberg, quien también es una bruja. Debido a su juventud, usa su magia para hacer cualquier cosa que le parezca divertido, lo cual la llega a meter en problemas que su mamá debe resolver.
Bibi asiste a una escuela normal, donde tiene tres amigos, Marita, Monika, y Florian. Bibi es muy lista, aunque odia las matemáticas, las cuales le ocasionan (según ella), "alérgia matemática". Le encanta volar en su escoba Kartoffelbrei (que en alemán significa pure de papas, su comida favorita). Para hacerla volar, Bibi dice el conjuro Eene meene mei, vuela veloz Kartoffelbrei, Hex hex (o wizz wizz en las versiones en inglés), aunque ha usado otras veriones del hechizo como Eene meene mei, Kartoffelbrei, sirve de avión o Eene mene schmieg, vuela Kartoffelbrei.
Ella es muy conocida en la ciudad donde vive, Neustadt (Newtown). Bibi también visita una escuela de brujas, donde aprende a mezclar pociones y transmutar animales en otros objetos. Cuando va a esta escuela, la visita con sus amigas Flauipaui y Schubia, quienes son brujas también.

### Bernard Blocksberg
Bernard es el padre de Bibi. Trabaja como oficinista, y no posee talentos mágicos. Él quiere llevar una vida normal, y le pide a su hija y esposa que hagan los menos hechizos posibles, aunque se sabe que le molesta un poco que ellas pueden hacer algo que él no puede.

### Barbara Blocksberg
Es la madre de Bibi. Ella es una ama de casa, y a pesar de ser bruja, solo usa sus poderes en casos extremos. Barbara trabaja en su laboratorio mágico, dominando los hechizos de su libro de conjuros, el cual le tiene prohibido a Bibi leer, aunque ella lo ha llegado a usar de vez en cuando. Ella también tiene una escoba voladora llamada Valerian.

### Karla Kolumna
Karla es reportera del periódico Neustaedter, y siempre anda en busca de historias extraordinarias. Es muy ética profesionalmente, siempre parece que tiene prisa, y se le reconoce porque siempre dice sensacional. Ella es una buena amiga de Bibi, y siempre está dispuesta a ayudarla en lo que pueda. Ella aparece tanto en la serie de Bibi como en la de Benjamin Blümchen.

### Flauipaui
Flauipaui es también una bruja, amiga de Bibi y Schubia. A ella le preocupa mucho su apariencia. Aunque es tierna y delicada, también puede ser temible. Su escoba se llama Gaensebluemchen.

### Schubia
Schubia Wanzhaar es una bruja punk. Su cabello es de color verde, largo y lo peina parado. Ella es muy alegre, pero también imprudente. Su escoba se llama Kawakasi

### Monika
Monika es amiga de Bibi. Ella no tiene una personalidad sobresaliente, es cuidadosa y un poco ansiosa.

### Davin
Es el único chico del grupo de amigos de Bibi. Es un genio con las computadoras, y sueña con ser un gran científico.
Se enamora de Bibi.Es un chico rubio y es hermoso

### Marita
Marita es la compañera de banca de Bibi. Es muy deportiva y aventurera.

## Trabajos Derivados

### Caricatura y Revista
A principios de los años 80s, la compañía Kiddinx compró los derechos de los personajes de Elfie para desarrollar la serie animada de Benjamin Blümchen. A principios de los 90s, se hizo el piloto de la caricatura de Bibi Blocksberg, "Las Brujas Existen", pero esa nunca fue mostrada en la televisión, sino que salió a la venta en DVD, junto con el resto de los capítulos. El proyecto fue retomado en 1997. A partir del episodio 15, la serie se hizo en coproducción con Dinamarca.
1. Las Brujas Existen (Hexen gibt es doch)
2. La Rana del Clima (Der Wetterfrosch)
3. La Princesa Bibi (Bibi als Prinzessin)
4. Bibi la Niñera (Bibi als Babysitter)
5. Tres por el Gato Negro (3 x schwarzer Kater)
6. El Super Hechizo (Der Superhexspruch)
7. Bienvenida a la Selva (Bibi im Dschungel)
8. El Dinosaurio (Bibi und das Dino-Ei)
9. Bibi y los Vampiros (Bibi und die Vampire)
10. ¿Dónde está Kartoffelbrei? (Wo ist Kartoffelbrei?)
11. La Gran Competencia de Vuelo (Das Wettfliegen)
12. Alergia Matemática (Die Mathe-Krankhet)
13. La Nueva Escuela (Die neue Schule)
14. Bibi va a Oriente (Bibi im Orient)
15. Bibi conoce a Santa Claus (Bibi und die Weihnachtsmänner)
16. Bibi Enamorada (Bibi verliebt sich)
17. ¿Hacerlo sin Magia? (Geht´s auf ohne Hexerei?)
18. El Cactus Blanco (Der weiße Kakadu)
19. El Super Perrito Puck (Superpudel Puck)
20. El Dromedario Encantado (Das verhexte Dromedar)
21. Adventuras con los Dinosaurios (Abenteuer bei den Dinos)
22. El Hechizo de la Bruja (Der Hexenbann)
23. Bruja Computacional (Die Computerhexe)
24. El Cumpleaños de las Brujas (Der Hexengeburtstag)
25. El Castillo de los Espectros (Die Schlossgespenster)
26. Vamos al Circo (Bibi im Zirkus)
27. El Cumpleaños de Mamá (Mami´s Geburtstag)

El éxito de Bibi en Europa, la ha llevado a tener su propia revista desde 1997. La revista es una revista infantil con tips sobre moda, decoraciones, y juegos, y un cómic de Bibi, donde aparecen personajes que no aparecen en la serie.

### Películas
Ambas películas son con actores reales.
- 2002 Bibi Blocksberg (Bibi, la pequeña bruja en España)
- 2004 Bibi Blocksberg und das Geheimnis der blauen Eulen (Bibi, la hechicera en Hispanoamérica; Bibi Blocksberg y el secreto de los búhos azules en España)

## Crossovers y Derivados
- En la caricatura de Benjamin Blümchen, Otto (su mejor amigo), le quiere probar a Benjamin que las brujas existen, entonces lo lleva a conocer a Bibi. Bibi lleva a Benjamin a un paseo sobre Kartoffelbrei, lo que ocasiona que se vean involucrados en un choque aéreo.

- Existe una serie de capítulos llamados Bibi & Tina, que muestran a Bibi en sus vacaciones de verano, en una escuela de equitación con su amiga Tina.

- Bibi tiene varios juegos de computadora.

- Otro personaje de Elfie Donnelly, llamada Elea Eluanda, apareció en uno de los programas de radio de Bibi.

- Bibi también tiene un juego de GameBoy Advance, en el cual por haber usado el libro de hechizos de su madre, Bibi hizo que los objetos inanimados de la ciudad cobren vida, y debe hallar la manera de detener todo eso.

### Conjuros
- Sine Mine ratón al lado, hoy comerás escalope rebozado. Hex hex!
- Sine Mine copa de vino tinto, que se abra ahora mismo este laberinto. Hex hex!
- Sine Mine la brujería olvidarás, y en una humana normal te convertirás. Hex hex!